# ドナルドのカメラ大好き
『ドナルドのカメラ狂』（ドナルドのカメラきょう）または『ドナルドのカメラ大好き』（ドナルドのカメラだいすき、原題：Donald's Camera）は、ウォルト・ディズニー・プロダクション（現：ウォルト・ディズニー・カンパニー）が製作した1941年10月24日公開のアニメーション短編映画作品。ドナルドダック・シリーズの第33作である。

## あらすじ
『銃の代わりにカメラで持ってください』という呼び掛けの看板を見たドナルドは早速、カメラを持って動物達を撮影しようとするが・・・。

## スタッフ
- 製作：ウォルト・ディズニー
- 監督：ディック・ランディー

## キャスト
| キャラクター   | 原語版               | 旧吹き替え版 | 新吹き替え版 |
| -------------- | -------------------- | ------------ | ------------ |
| ドナルドダック | クラレンス・ナッシュ | 関時男       | 山寺宏一     |
| ナレーター     | -                    | 江原正士     | -            |

## 日本での公開

### 収録
- 『ドナルドダック・クロニクル Vol.1 限定保存版』（DVD、ブエナ・ビスタ・ホーム・エンターテイメント、新吹き替え版）
- 『ゆかいな仲間たち ハロー!ドナルド』（VHS、ブエナ・ビスタ・ホーム・エンターテイメント、新吹き替え版）